# Linsleya sphaericollis
Linsleya sphaericollis là một loài bọ cánh cứng trong họ Meloidae. Loài này được Say miêu tả khoa học năm 1824.